# Partido Republicano Progresista (Brasil)
El Partido Republicano Progresista-PRP, en portugués Partido Republicano Progressista fue un partido político de Brasil. Se creó el 22 de noviembre del 1991.
En las elecciones generales del 2006 el PRP presentó a Ana María Rangel como candidata presidencial. Rangel quedó en quinto lugar de ocho candidatos, con el 0,13% de los votos. No obtuvo ningún diputado federal.
El 17 de diciembre de 2018, el PRP y PATRI anunciaron la fusión entre los dos partidos, con el objetivo de superar la cláusula de barrera y garantizar acceso al fondo partidista, manteniendo la sigla del PATRI y el número de registro 51.